# Unión Cívica (1909)

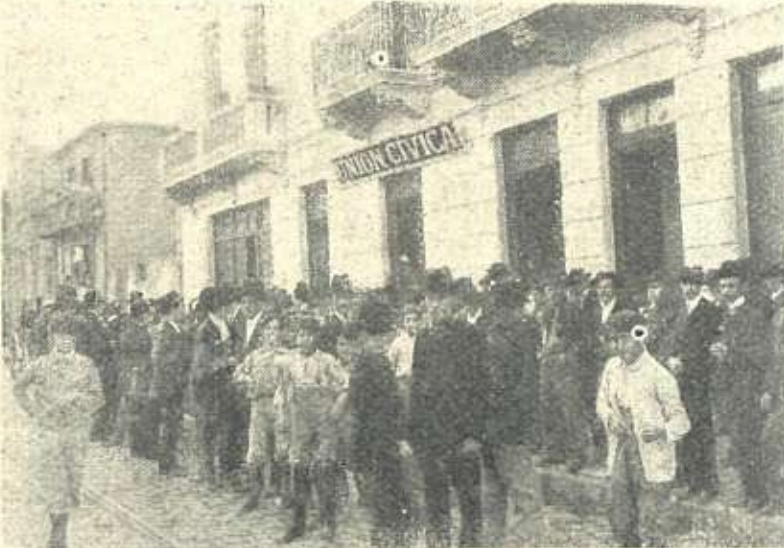
Comité de la Unión Cívica en La Boca, 1910.

La Unión Cívica fue un partido político argentino que existió entre 1909 y 1916. Surgió tras la disolución del Partido Republicano luego de la muerte de Emilio Mitre, principal figura del partido, y cuando elementos ajenos a aquel partido promovieron la candidatura presidencial del entonces dirigente republicano Guillermo Udaondo. De esa manera los republicanos y los distintos grupos opositores al presidente José Figueroa Alcorta, y por lo tanto a la imposición de la candidatura presidencial de Roque Sáenz Peña, se unieron en un solo partido al que llamaron Unión Cívica. 

## Historia
El fallecimiento de Emilio Mitre, quien era el principal candidato opositor a la presidencia, en mayo de 1909 terminó por liquidar al Partido Republicano. El 18 de junio de 1909 un grupo de dirigentes políticos opositores al gobierno, entre los que se encontraban radicales en desacuerdo con la política de abstención electoral llevada a cabo por Hipólito Yrigoyen, y roquistas, decidieron promover la candidatura de Guillermo Udaondo, quien era el presidente del Partido Republicano. Udaondo aceptaría dicha propuesta y resolvería disolver el Partido Republicano el 19 de junio de 1909, con la aprobación de los dirigentes y afiliados al partido que pronto adhirieron al nuevo movimiento político que se desarrollaba. El 21 de agosto de 1909 se fundaría la Unión Cívica y pronto se pusieron en campaña para las elecciones presidenciales que tendrían lugar en marzo de 1910. 
La Unión Cívica combatía la imposición oficial de la candidatura de Sáenz Peña y la formaban los ex dirigentes republicanos, de origen mitrista, radicales disidentes, antiguos roquistas y una parte de los dirigentes de la antigua Unión Cívica de 1890. No tenía capital electoral fuera de la Capital Federal y la provincia de Buenos Aires. La Unión Cívica promovía como plataforma política la reforma electoral y la libertad del voto, además de buscar el mejoramiento de la clase obrera. Aun así no tenía posibilidades de triunfar, a pesar de que la prestigiaba un conjunto de ciudadanos respetables y el diario "La Nación". 
Pertenecían a la Unión Cívica dirigentes de la talla de Guillermo Udaondo, José Evaristo Uriburu, Juan Carballido, Emilio Frers, Eufemio Uballes, Luis María Drago, Daniel J. Donovan, Octavio S. Pico, Gregorio Aráoz Alfaro, Honorio Pueyrredón, Antonio F. Piñero, Leopoldo Ojea, Antonio Lanusse, Francisco Beazley, Orlando Williams, Mariano de Vedia y Mitre, José Evaristo Uriburu (h), entre otros. Dentro de la juventud de la Unión Cívica militaban dirigentes como Carlos Alberto Pueyrredón.
Gregorio Aráoz Alfaro, que perteneció al partido, da cuenta de la aparición de la nueva Unión Cívica, en su libro Política Demográfica, publicado en 1940, "que como el Partido Republicano algunos años antes, o más bien dicho, mejor que él, había procurado reconstruir un partido análogo al de la primitiva Unión Cívica de 1890, es decir, una reunión de los antiguos mitristas (Udaondo, Carballido, Frers, Antonio Piñero), con hombres bien intencionados, no enrolados aún en política y con radicales moderados, disconformes con el espíritu revolucionario de Yrigoyen, cuyo último estallido (1905) habíase producido bajo la presidencia de Quintana, y que creíamos posible conseguir, mediante la lucha electoral, gobiernos respetuosos de la Constitución, de la verdad democrática, de la legalidad y capaces de hacer buena administración. Desgraciadamente, aquel movimiento, que alcanzó cierta importancia en esta capital, no logró verdadera repercusión en las provincias, las cuales siguieron divididas entre los situacionistas —antiguos autonomistas o roquistas, más tarde conservadores— y los radicales, en constante conspiración que no admitía la lucha cívica en el terreno legal." 

## Participación en las elecciones de 1910, 1912 y 1914
A finales del año 1909 la Unión Cívica presentó la candidatura presidencial de Guillermo Udaondo para las elecciones presidenciales del año siguiente. Los partidarios de la Unión Cívica calificaban la candidatura de Sáenz Peña de "oficialista" y esta fue la crítica más tenaz durante toda la campaña. Honorio Pueyrredón, partidario de Udaondo y miembro de la Unión Cívica, insistía en aquel calificativo. 
El 6 de marzo de 1910 tuvieron lugar las elecciones a senador por la Capital Federal. En ella la Unión Cívica voto por Francisco Beazley, quien sería derrotado por el candidato oficialista Marco Avellaneda. Los cívicos produjeron un manifiesto en el que atribuyeron su derrota a la coacción y al cohecho, calificando al acto electoral como "la mayor extorsión oficial de que haya habido memoria", y por lo tanto resolvieron abstenerse de concurrir a las elecciones de diputados nacionales y las presidenciales del 13 de marzo de 1910. Finalmente, Roque Sáenz Peña sería elegido como presidente de la República cuando el colegio electoral se reunió en junio de 1910. 

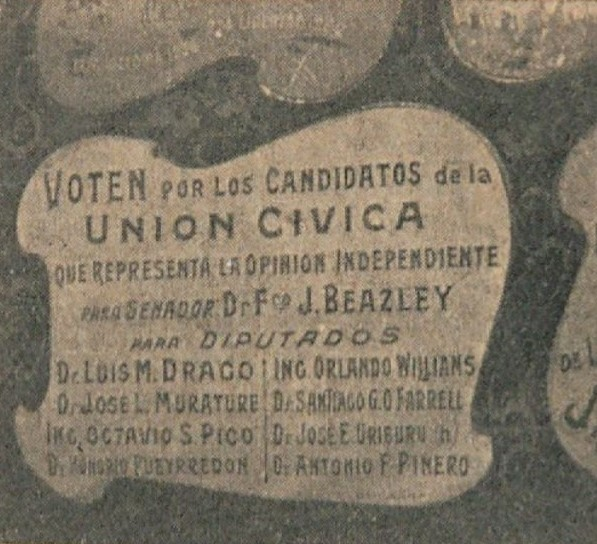
Afiche de la Unión Cívica en las elecciones de 1912

En 1912, la Unión Cívica se presentaría a los comicios legislativos de aquel año donde ganarían 6 bancas a la cámara de diputados, cinco por la provincia de Buenos Aires (Juan Carballido, Julio Sánchez Viamonte, Emilio Frers, Pedro Bercetche y Avelino Rolón) y una por la Capital Federal (Luis María Drago). En aquella elección la lista de diputados que presentó la Unión Cívica en la Capital Federal incluía a Drago, José Luis Murature, Antonio F. Piñero, Orlando Williams, Santiago O'Farrell, Honorio Pueyrredón, Octavio S. Pico y José Evaristo Uriburu (h). Mientras que candidateaban a Francisco Beazley como senador nacional, quien perdería ante el radical José Camilo Crotto.
En las elecciones legislativas de 1914 la Unión Cívica tan solo presentaría lista de candidatos a diputados en la Capital Federal, en la que no pudieron conseguir ninguna banca. En esa ocasión los candidatos a diputados eran Francisco Beazley, Carlos Ibarguren, Luis E. Zuberbühler, Ernesto Bosch, José Félix Uriburu, Juan Carlos Cruz y Luis Baibiene.

## Últimos años
En 1915 el partido es invitado a adherirse al Partido Demócrata Progresista, liderado en ese entonces por Lisandro de la Torre y que intentaba agrupar a todos los partidos liberales, conservadores e independientes del país para sumar fuerzas en el combate electoral contra la Unión Cívica Radical en las elecciones que tendrían lugar el año siguiente. La Unión Cívica decide rechazar la invitación y no se une al nuevo partido, aunque algunos dirigentes cívicos si se suman al nuevo partido, como José Félix Uriburu, ya que percibían que los radicales, y no los socialistas, eran sus rivales más temibles. Para entonces, Francisco Beazley, se proponía impulsar a su partido hacia la izquierda para competir con los socialistas por el voto popular independiente, que había asegurado el buen resultado de la fuerza de Juan B. Justo en 1912 y 1914.

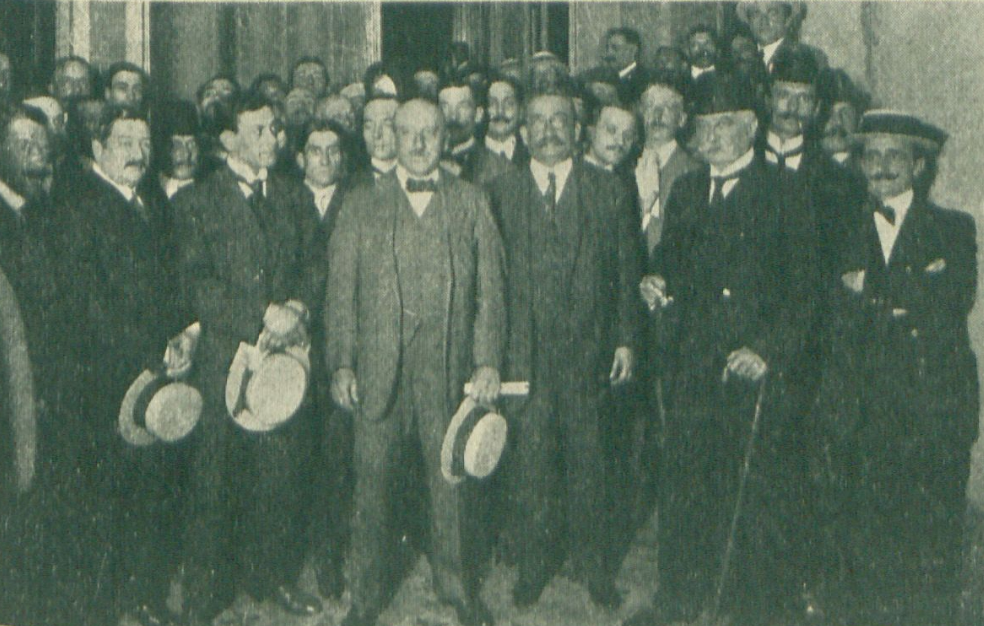
Reunión de la Unión Cívica el 15 de marzo de 1916. En primera fila aparecen los "leaders" Guillermo Udaondo y Francisco Beazley.

El 15 de marzo de 1916, los principales dirigentes y miembros de la Unión Cívica se reunieron en la Capital Federal para definir que actitud tomar con respecto a las elecciones presidenciales que tendrían lugar el 2 de abril. Una abrumadora mayoría de los cívicos apoyaban la fórmula demócrata progresista, integrada por Lisandro de la Torre y Alejandro Carbó, "fórmula liberal" defendieron los dirigentes Juan José Díaz Arana y Adrián Beccar Varela, partidarios del apoyo a la democracia progresista. Santamaría, otro dirigente cívico, bregó por la incorporación de la Unión Cívica al radicalismo, y Honorio Pueyrredón dio un discurso en apoyo a la candidatura presidencial de Hipólito Yrigoyen. Mientras que Santiago O'Farrell y Juan Carballido se declararon en contra de cualquier tipo de pacto con otros partidos y eran favorables a la abstención de la Unión Cívica en los siguientes comicios. Mientras que para las elecciones a diputados nacionales en la Capital Federal, varios dirigentes del partido instaron a sus adherentes a votar contra los radicales, y a apoyar a los socialistas. 
El 25 de marzo, Honorio Pueyrredón dio un discurso en el que volvió a remarcar su apoyo por Hipólito Yrigoyen y el radicalismo, diciendo: "Pienso con un grupo de correligionarios que los cívicos debemos nuestro apoyo desinteresado al Partido Radical que por distintos caminos persiguió siempre nuestros mismos ideales, combatiendo como nosotros los oficialismos malsanos. Su fórmula nos debe garantizar que realizara en el gobierno lo que ha sido el credo inflexible de treinta años, pues para claudicar no le ha faltado tiempo ni ocasiones".
En junio de 1916 el Colegio Electoral se reunió para proclamar al próximo presidente de la República. Hipólito Yrigoyen, de la Unión Cívica Radical, había ganado en el voto popular pero no le alcanzaba para triunfar en el Colegio Electoral. Los radicales sumaban 143 electores, faltándoles 12 más para conseguir el triunfo. Santa Fe juntaba 15 electores y por lo tanto era un bastión clave para Yrigoyen en el Colegio Electoral. El único problema era que los electores, que favorecían al radicalismo anti yrigoyenista de Santa Fe, no estaban dispuestos a votar por Yrigoyen. Ninguno de los electores opositores (las fuerzas conservadores poseen 134 electores, los demócratas progresistas 65 electores y el socialismo 14 electores) están dispuestos a votar por Yrigoyen, por lo tanto la elección del peludo como presidente peligra.
Una parte de la oposición al radicalismo se pone de acuerdo en votar a una fórmula nacida de la concordancia de los partidos opositores. Se sondeo a Joaquín V. González, a Eufemio Uballes, entre otros para la presidencia pero muchos partidos se negaban a votar por un conservador. Por lo tanto se decidió por Guillermo Udaondo, favorecido por todos los partidos, quien era el líder de la Unión Cívica. La fórmula elegida a votar en el Colegio Electoral sería la de Guillermo Udaondo como presidente y la del radical disidente Rodolfo Lehmann como vicepresidente. 
Los electores conservadores, socialistas, demócrata progresistas y radicales disidentes acuerdan en votar a Udaondo en el Colegio Electoral, el dirigente santafesino Camilo Aldao es el encargado de comunicarse con Udaondo para ofrecerle la presidencia. Pero, aún con la insistencia de los partidos, Udaondo no acepta y recomienda a los radicales disidentes votar por su partido de origen. 
Sin otra alternativa, los electores de los radicales disidentes de Santa Fe pactan con los partidarios del peludo y deciden votar por Yrigoyen en el Colegio Electoral alcanzando este los votos necesarios para alcanzar la presidencia. 
En reconocimiento a la actitud de Udaondo, líder de la Unión Cívica, Yrigoyen llama para integrar su gabinete a Honorio Pueyrredón, quien era uno de los principales dirigentes del partido y fue el único ministro que nunca había militado en las filas radicales. Tras esta acción la Unión Cívica se comenzaría a disolver. Algunos de sus miembros, liderados por Pueyrredón, entrarían a formar parte de la Unión Cívica Radical, mientras otros ingresarían en las fuerzas conservadoras, como Norberto Piñero que resultaría candidato a presidente de la Nación por dichas fuerzas en 1922, y otros, como Juan José Díaz Arana, se unirían al Partido Demócrata Progresista. 
En 1917, la Unión Cívica intentó participar en las elecciones provinciales de Buenos Aires llevando a Francisco Beazley como candidato a gobernador. Sin embargo, Beazley renunció a su candidatura, por lo que varios dirigentes cívicos de la provincia solicitaron a Guillermo Udaondo, exgobernador por dicho partido que opinara respecto a la actuación del mismo en las venideras elecciones. Para hacer frente a las mismas los directivos organizaron en la provincia 26 comités, relativamente pocos, considerando que por aquel entonces la provincia estaba dividida en 109 distritos municipales, e inició de esta manera la preparación para la lucha electoral, que de ninguna forma querían abandonar, porque pensaban que la ley electoral vigente en la provincia le aseguraban la posibilidad de lograr alguna representación en el colegio de electores a gobernador como asimismo en la Legislatura y en las municipalidades. Algunos comités, como los de Olavarría y Mercedes, ante la inexistencia de autoridades partidarias provinciales, se dirigieron al comité de La Plata a fin de que el mismo reuniera a los delegados en asamblea con el propósito de indicar los caminos definitivos por los que iba a transitar el partido.
Como consecuencia de esta inquietud, el 22 de enero de 1918 se realizó en la Capital Federal una reunión del partido bajo la presidencia del delegado de Olavarría, Amadeo Colinet, resolviéndose por unanimidad proseguir la reorganización bajo la conducción de una comisión provincial que habría de designarse en asamblea; la misma se reunió el 25 y constituyó una Junta provisional para colaborar con los trabajos de la junta de presidentes, ya formada anteriormente. El 27 los delegados declararon su intención de intervenir en la elección de gobernador y días más tarde se designó la junta definitiva, la que se propuso realizar una nueva asamblea en La Plata. Sin embargo, y a pesar de las intenciones de los representantes partidarios, la Unión Cívica se presentó a los comicios de marzo ante la evidente imposibilidad de hacerlo con algún éxito, no ya en las elecciones de gobernador sino en las de diputados y municipales. La Unión Cívica iba en camino a su inexorable desaparición.
Guillermo Udaondo, líder de la Unión Cívica, se retiraría de la política y fallecería en agosto de 1922.